# Pseudosilvanus distinctus
Pseudosilvanus distinctus es una especie de coleóptero de la familia Silvanidae.

## Distribución geográfica
Habita en Madagascar.